# Fred Madison
Fred Madison je česká, anglicky zpívající, indie-popová kapela původem z Valašského Meziříčí. Skupinu založil v roce 2014 Miroslav Šulák, který je zároveň autorem hudby a textů písní. Název kapely je inspirován postavou z filmu Lost Highway režiséra Davida Lynche.

## Členové kapely
- Miroslav Šulák – zpěv, kytara
- Martin Janírek – baskytara, saxofon
- Adam Koš – bicí

## Historie vzniku kapely
Kapela na sebe poprvé upozornila v pořadu Startér Radia Wave. Následovalo koncertování na významných hudebních festivalech a v klubech – United Islands of Prague, Roxy, MeetFactory, Rock Café, Zlín Design Week, FreiPlatz,…) Vystupovali jako předkapela skupiny Tata Bojs v rámci jejich A/B tour. V roce 2016 natočili debutové album Feelings. O rok později vyhráli soutěž REC.stage v rámci projektu Čistý festival, ve které uspěli v konkurenci tisícovky jiných kapel. Díky vítězství v této soutěži si zahráli na festivalech Rock for People, Sweetsen fest a Colours of Ostrava. Účinkovali i jako předkapela skupiny Lake Malawi. Několikrát bodovali v hitparádě Velká sedma Radia 1. 
V původní sestavě kapely z roku 2014 působili hudebníci z kapely Wotienke Karel Cinibulk, Ondřej Adámek a Martin Janírek. Po osobních neshodách se kapela v roce 2016 rozpadla. Na začátku roku 2017 krátce působí pouze jako duo ve složení Miroslav Šulák – el. kytara/zpěv a Martin Janírek – basová kytara. Na konci roku 2017 přichází bubeník Adam Koš, který rovněž účinkuje v kapele No Distance Paradise.
Od roku 2017 je kapela bookována agenturou Bumbum Satori, jejím manažerem je Zbyněk Hanko. 5. září 2018 vydala skupina EP Women, které obsahuje Intro a čtyři písně, tematicky toto krátké album pojednává o lásce.

## Singly a videoklipy
- Woman
- Run Baby Run
- WAY
- Obsession (Garden Session)

## Alba
- Feelings – 2016
- EP Women – 2018